# Romain Moyersoen
Pour les articles homonymes, voir Moyersoen.
Le baron Romain Moyersoen, né le 2 septembre 1870 à Alost (Belgique), et mort le 21 avril 1967 dans la même ville, est un avocat et homme politique belge.  
Membre du Parti Catholique, il est notamment président du Sénat de Belgique du 1er juillet 1936 au 6 mars 1939. 

## Biographie

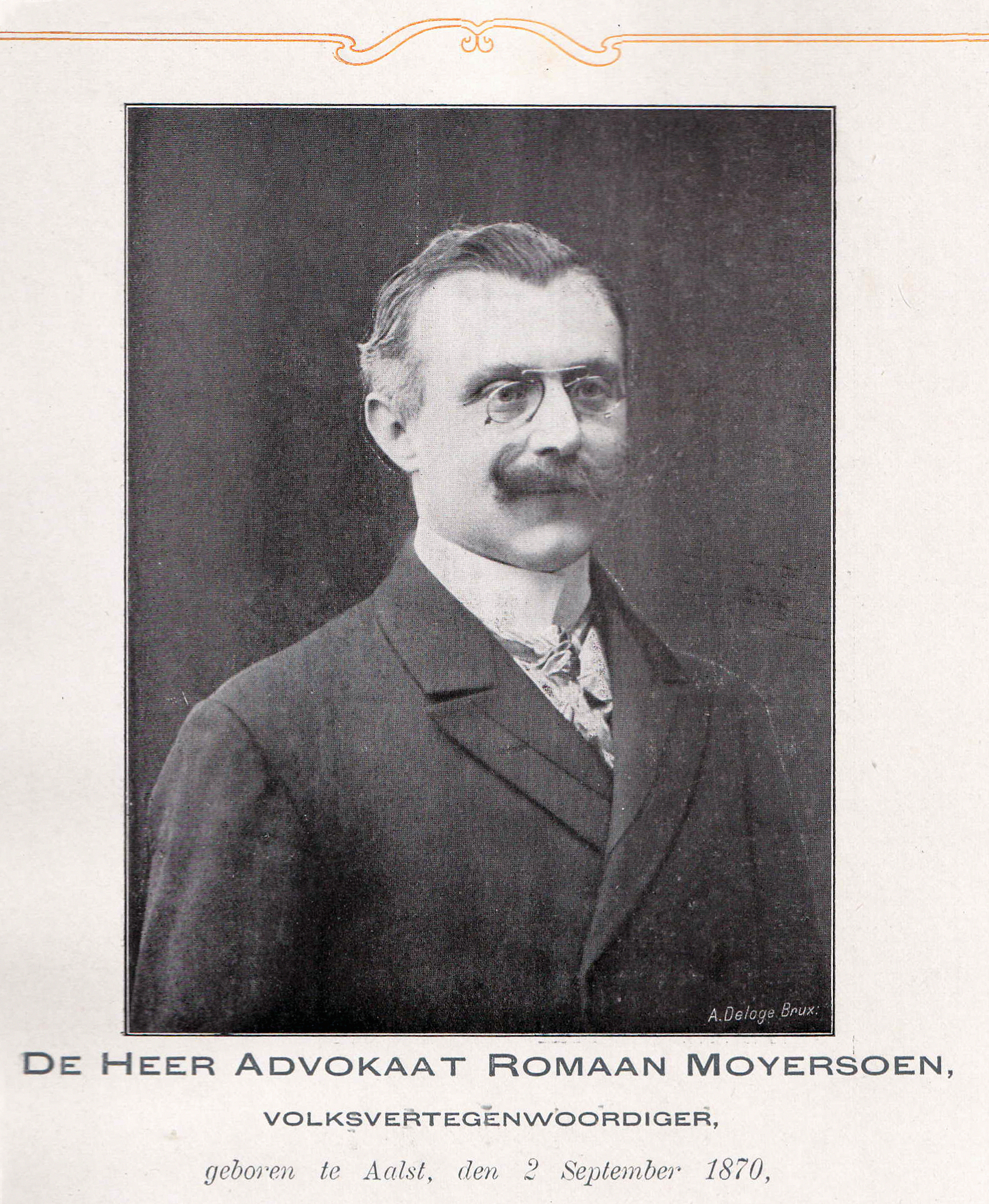
Monsieur Romain Moyersoen.

Romain Jean Marie Moyersoen, né le 2 septembre 1870 à Alost, est le fils de Jean-Baptiste Moyersoen, négociant en houblon et en vins, et d'Eugénie Van den Hende. Le 9 juin 1896, il épouse Aline Liénart à Alost qui lui donne dix enfants dont Ludovic Moyersoen, ministre dans plusieurs gouvernements après la Seconde Guerre mondiale. 
Il fait des études universitaires à l'Université catholique de Louvain et obtient un diplôme de docteur en droit. Il commence sa carrière professionnelle comme avocat.
Il entre à la Chambre des représentants comme député suppléant le 2 août 1910. Le 7 décembre 1921, il est élu au Sénat et est nommé le 16 décembre 1921 ministre de l'Industrie et du Travail jusqu'en 1924 dans le gouvernement Theunis I. À ce poste Il est l'initiateur de la loi sur les pensions et sur la construction d'habitations à coût modéré. En 1925, Il est nommé dans le bref gouvernement Vande Vyvere qui suit, au portefeuille de ministre des Affaires économiques.
Il est successivement conseiller provincial, échevin d'Alost avant la Première Guerre mondiale puis bourgmestre d'Alost de 1925 à 1932. Il y lance notamment de grands travaux d'urbanisation.
Il est également président du Sénat belge du 1er juillet 1936 au 6 mars 1939. Il reste sénateur jusqu'en 1949.
Outre ses fonctions politiques, il était président de nombreuses associations d'obédience chrétienne, de l'Alliance Nationale des Mutualités Chrétiennes de Belgique et administrateur de la Banque de Bruxelles.
À la suite de son décès le 21 avril 1967, ses funérailles sont célébrées à l'église Saint-Martin d'Alost et il est inhumé au cimetière d'Alost.

## Hommages et distinctions
Il reçoit le titre de baron à titre personnel en avril 1939 avec concession de noblesse pour lui-même et à tous ses descendants.
En 1949, il est nommé ministre d'État par le prince régent Charles de Belgique.
On trouve un « Baron Romain Moyersoenpark » à Alost.
Les distinctions suivantes lui ont notamment été attribuées :
- Grand-croix de l'ordre de la Couronne (Belgique) ;
- Grand-croix de l'ordre de Saint-Sylvestre (Vatican).